# Skoky na trampolíně na Letních olympijských hrách 2020
Skoky na trampolíně na Letních olympijských hrách 2020 v Tokiu se konaly od 30. do 31. července 2021. Místem konání bylo Gymnastické centrum Ariake v Tokiu.

## Medailisté
| Soutěž | Zlato                             | Stříbro                   | Bronz                              |
| ------ | --------------------------------- | ------------------------- | ---------------------------------- |
| Muži   | Ivan Litvinovič · Bělorusko (BLR) | Dong Dong · Čína (CHN)    | Dylan Schmidt · Nový Zéland (NZL)  |
| Ženy   | Zhu Xueying · Čína (CHN)          | Liu Lingling · Čína (CHN) | Bryony Page · Velká Británie (GBR) |

## Přehled medailí
| Pořadí | Země           | Zlato | Stříbro | Bronz | Celkově |
| ------ | -------------- | ----- | ------- | ----- | ------- |
| 1      | Čína           | 1     | 2       | 0     | 3       |
| 2      | Bělorusko      | 1     | 0       | 0     | 1       |
| 3      | Velká Británie | 0     | 0       | 1     | 1       |
| 3      | Nový Zéland    | 0     | 0       | 1     | 1       |
| celkem | celkem         | 2     | 2       | 2     | 6       |

## Účastnické země
- Austrálie (2)
- Bělorusko (2)
- Čína (4)
- Egypt (2)
- Francie (2)
- Japonsko (4)
- Kanada (2)
- Kolumbie (1)
- Mexiko (1)
- Nový Zéland (2)
- Portugalsko (1)
- Spojené státy americké (2)
- Sportovci ROV (4)
- Ukrajina (1)
- Velká Británie (2)